# Alianza Alternativa para la Justicia Social
La Alianza Alternativa para la Justicia Social (en alemán: Alternatives Bündnis für soziale Gerechtigkeit, AB) fue un partido político en el estado federado alemán de Mecklemburgo-Pomerania Occidental. Se presentaba solo a las elecciones de este estado federado.

## Ideología y organización
La AB abogaba por una renta básica universal de 1200 euros, la equiparación de los salarios en el Este y el Oeste y la nacionalización de la atención sanitaria. Además, la AB apoyaba el fortalecimiento de la democracia a través de referendos. Su presidente era Wolfhard Molter, exmiembro del WASG y Die Linke.

## Historia
Fue fundada en 2006 por exmiembros de Trabajo y Justicia Social – La Alternativa Electoral (WASG). En las elecciones estatales de Mecklemburgo-Pomerania Occidental de 2006, la AB alcanzó 951 votos y el 0,1% de las preferencias. En las elecciones estatales de Mecklemburgo-Pomerania Occidental de 2011 obtuvo 1493 votos y el 0,2%.
Desde 2011 el partido no continuó con sus actividades, por lo que se le presume disuelto.